# پیتر (یوتا)
پیتر (به انگلیسی: Peter) یک منطقهٔ مسکونی در ایالات متحده آمریکا است که در شهرستان کش، یوتا واقع شده‌است. پیتر ۵۸٫۰ کیلومتر مربع مساحت و ۳۲۴ نفر جمعیت دارد.